# Itzehoe (Schiff, 1899)
Die Itzehoe der Deutsch-Australischen Dampfschiffs-Gesellschaft (DADG) war ein 1899 von der Flensburger Schiffbau-Gesellschaft fertiggestellter Frachter. Sie gehörte zu einer Serie von zwölf Frachtern der Werft für die DADG, die durch zwei schmale, eng beieinander stehende Schornsteine auffielen.
Im Mai 1911 lief die Itzehoe am Kap Recife in der Nähe von Port Elizabeth auf Felsen. Das gestrandete Schiff konnte nicht abgebracht, jedoch ein erheblicher Teil der Ladung abgeborgen werden. Heute ist das Wrack ein beliebtes Tauchziel.

## Geschichte
Die Itzehoe wurde unter der Baunummer 187 im September 1899 als sechstes Schiff der Meissen-Klasse nach  der Meissen (1897), Elbing, Bielefeld, Varzin (1898) und Harburg fertiggestellt. Namensgeber des Schiffes war die holsteinische Kreisstadt Itzehoe, der Geburtsort von Robert M. Sloman, d. J., einem der Gründer der DADG.
Die von der Flensburger Schiffbau-Gesellschaft gebauten Schiffe der Meissen-Klasse waren erheblicher größer als die Erstausstattung der DADG und besser auf die Frachtmöglichkeiten im Australien-Verkehr zugeschnitten. Sie prägten mit ihren schwarzen Rümpfen und den beiden eng beieinander stehenden Schornsteinen den Ruf der Gesellschaft in Australien als "the black Germans" im Gegensatz zu den mit einem hellen Tropenanstrich versehenen Postdampfern des NDL. Die beiden Kesselräume der zwischen 4500 und 5100 BRT großen Schiffe hatte je einen eigenen Schornstein, was eine höhere Geschwindigkeit ermöglichen sollte. Die 1900 gelieferte Kiel soll eine Geschwindigkeit von 14 Knoten erreicht haben.
Am 1. Oktober 1899 verließ die Itzehoe Hamburg zu ihrer Jungfernreise über Antwerpen nach Australien. Am 30. Oktober 1899 erreichte das Schiff Kapstadt. Am folgenden Tag wurde die Reise nach Port Elizabeth und dann vom 4. bis 24. November durch den Indischen Ozean nach Port Phillip fortgesetzt. Nach Ladungsaufnahme lief die Itzehoe dann planmäßig auf der nördlichen Route durch das Rote Meer, den Sueskanal und das Mittelmeer in die Heimat zurück und traf am 12. März 1900 wieder in Hamburg ein.
Ihre zweite Reise machte die Itzehoe dann auf der seit 1898 bestehenden Linie 2 der Reederei. Auf dieser transportierten die DADG-Frachter auf der Ausreise ihre Ladung nach Südafrika, Australien und auch Java. In Port Adelaide übernahmen die Schiffe Fracht nach Europa (vor allem Erz), aber auch Fracht nach Java und Malaya. Insbesondere auf Java wurde dann weitere Fracht nach Europa übernommen. Die Itzehoe übernahm auf ihrer ersten Reise auf dieser Route in Port Adelaide Silber für die Niederlande und Deutschland und Mehl, Butter, Seife, Äpfel, Schnaps und weitere australische Exportartikel nach Niederländisch-Indien.
Auf ihrer dritten Reise lief die Itzehoe erstmals Brisbane an, wohin die DADG 1900 mit der alten Stassfurt (1891, 3231 BRT) ihre dritte Linie eröffnet hatte. Sie traf dort am 26. November ein und entlud 1500 t Stückgut und eine große Menge Sprengstoffe. Sie übernahm 1000 Tonnen Kohle und eine größere Fleischladung und lief am 28. November weiter nach Java. Einen Tag nach ihr war ihr Schwesterschiff Bielefeld (1898, 5186 BRT) eingetroffen, das Wolle nach London lud und fast gleichzeitig mit der Itzehoe wieder auslief.
Die Itzehoe blieb im Einsatz auf den Linien der DADG. Im August 1904 geriet sie in Hamburg während des Entladens in Brand und wurde beschädigt. Sie und ihre Schwesterschiffe blieben wichtige Schiffe der Reederei, bis diese ab 1905 auch Schiffe mit Kühleinrichtungen in Fahrt brachte, mit denen ab 1911 alle Neubauten ausgestattet waren.
Im Dezember 1910 sichtete die Itzehoe bei der Ausreise in der Biskaya den Hapag-Dampfer Swakopmund (1903, 5638 BRT), der nach Ruderverlust schon sechs Tage trieb, und nahm ihn in Schlepp. Unter Schwierigkeiten gelang es der Itzehoe, den Westafrika-Dampfer zum Ärmelkanal zurückzuschleppen, wo Schlepper den Havaristen übernahmen und nach Plymouth einbrachten. Die Itzehoe scheint danach ihre Ausreise abgebrochen zu haben.

### Ende
Die letzte Reise der Itzehoe begann am 19. April 1911 in Hamburg und sollte über Antwerpen nach Brisbane führen. Beim Anlaufen der Algoa Bay in Südafrika lief das Schiff am 25. Mai 1911 auf ein Riff vor dem Kap Recife (34° 2′ 0″ S, 25° 43′ 2″ O). Das Schiff lag mit dem gesamten Vorderschiff auf dem Riff, hatte erhebliche Schäden am Schiffsboden und Vorpiek, und die beiden vorderen Laderäume standen weitgehend unter Wasser. Ein zur Hilfe geschickter Schlepper konnte das Schiff nicht freischleppen. Die Bemühungen der Reederei konzentrierten sich auf die Rettung der Ladung, von der 2200 t in guten Zustand geborgen werden konnten. So brachten im Juni das Schwesterschiff Rostock und die Goslar, im Juli auf ihrer Jungfernfahrt die neue Fremantle und im August die Oberhausen Teile der Ladung doch noch nach Australien. Neben den geringen Aussichten, das Schiff retten, war die Konzentration auf die Ladung kaufmännisch bedingt. Deren Wert betrug über £100.000, während der Wert des Schiffes nur £35.000 betrug. 1912 verkaufte die DADG dann das Schiff und die Restladung zum Abbruch vor Ort.
Der Totalverlust der Itzehoe war der fünfte der Reederei nach den Verlusten der Erlangen (1889, 2750 BRT) 1894, der Solingen (1889, 2875 BRT) 1904 und dem Schwesterschiff der Itzehoe, der Laeisz (1901, 5157 BRT) 1908 sowie dem Verlust der Bergedorf (1900, 5125 BRT), die auf der Heimreise am 4. April 1911 am Cape Cormorin an der Südspitze Indiens gestrandet war und auch nicht abgebracht werden konnte.